# Francesco Salari
Francesco Salari (Bergamo, 1751 – Bergamo, 27 dicembre 1828) è stato un compositore italiano.

## Biografia
Dopo aver cantato da giovane nel coro della cattedrale della sua città natale, ricevette la sua formazione musicale presso il Conservatorio di Sant'Onofrio a Porta Capuana a Napoli da parte di Carlo Cotumacci e Joseph Doll. Successivamente studiò composizione per cinque anni sotto l'insegnamento dell'allora celebre Niccolò Piccinni e dal 1776, invece, con Giovanni Andrea Fioroni a Milano.
Iniziò probabilmente l'attività di compositore d'opere a Casale Monferrato, dove debuttò nel 1776 con l'Ifigenia in Auilde (opera tutt'oggi perduta). Nello stesso anno si recò a Venezia per rappresentare altre sue opere: vi rimase sino al 1805, quando decise di tornare nella nativa Bergamo. Ivi fu nominato secondo maestro di cappella della Basilica di Santa Maria Maggiore e insegnò al Liceo Musicale cittadino: tra i suoi allievi ebbe anche il giovane Gaetano Donizetti.

## Lavori (selezione)
- Ifigenia in Aulide (tragedia, 1776, Casale Monferrato)
- Il marchese carbonaro (dramma giocoso, libretto di Filippo Livigni, 1776, Venezia)
- L'amor ramingo (dramma giocoso, libretto di Antonio Piazza, 1777, Venezia)
- Le teste deboli (dramma giocoso, libretto di Giovanni Bertati, 1780, Venezia)